# Type 97 (mitragliatrice aeronautica)
La Type 97 è stata una mitragliatrice leggera aeronautica utilizzata dalla Dai-Nippon Teikoku Kaigun Kōkū Hombu, l'aviazione della Marina imperiale giapponese, nel corso della seconda guerra sino-giapponese e della seconda guerra mondiale. Sviluppata da una mitragliatrice britannica e in calibro 7,7 mm, quest'arma non è da confondersi con l'omonima Type 97 dell'Esercito imperiale giapponese, una mitragliatrice da carro armato.

## Storia
Entro il 1937 sia l'aviazione della marina, sia il servizio aeronautico dell'esercito avevano acquistato dal Regno Unito, o prodotto su licenza, 2.000 mitragliatrici Vickers, tra le quali il modello Class E: da quest'ultima versione l'arsenale di Kokura (fornitore dell'esercito) sviluppò la mitragliatrice aeronautica Type 89 in forza al Servizio aeronautico dell'esercito. Sempre nel 1937 la marina trasse dalla Vickers un'ulteriore mitragliatrice da aereo, la cui produzione in massa fu demandata all'arsenale di Yokosuka e anche all'azienda KK Nippon Seikosho. Immessa in servizio quell'anno, fu designata "Type 97", che riprendeva le ultime due cifre dell'anno corrispondente nel calendario imperiale giapponese (il 2597).

## Descrizione e uso
La nuova Type 97 era una mitragliatrice funzionante a corto rinculo di canna, pesante 11,8 chili e camerata per la cartuccia 7,7 × 56 mm Type 89, versione giapponese della .303 British. L'alimentazione avveniva tramite nastro metallico ed erano disponibili cartucce a proiettili incendiari e perforanti, questi ultimi del peso di 11,3 grammi. Il rateo di fuoco arrivava a 900 colpi al minuto con una velocità iniziale di 750 m/s; il tiro utile era pari a 600 metri. COme la precedente Type 89, anche la Type 97 era una mitragliatrice da installazione fissa e fu progettata con sistema di sincronizzazione con il disco dell'elica. Equipaggiò numerosi velivoli della marina, tra i quali il noto Mitsubishi A6M "Zero".
L'adozione della Type 97, peraltro, complicò la logistica in seno alle forze armate imperiali nipponiche. Infatti, dando prova di scarsa o nulla collaborazione, la marina utilizzò sulla Type 97 una munizione di due millimetri più corta, e perciò non intercambiabile, di quella in uso sulla Type 89 dell'esercito, ovvero la giapponese 7,7 × 58 mm Type 92.

## Velivoli armati
Giappone
- Mitsubishi A6M
- Nakajima B6N
- Aichi D3A
- Yokosuka D4Y
- Aichi E16A
- Mitsubishi F1M2
- Mitsubishi J2M